# Jujols
Jujols is een gemeente in het Franse departement Pyrénées-Orientales (regio Occitanie) en telt 46 inwoners (2009). De plaats maakt deel uit van het arrondissement Prades.

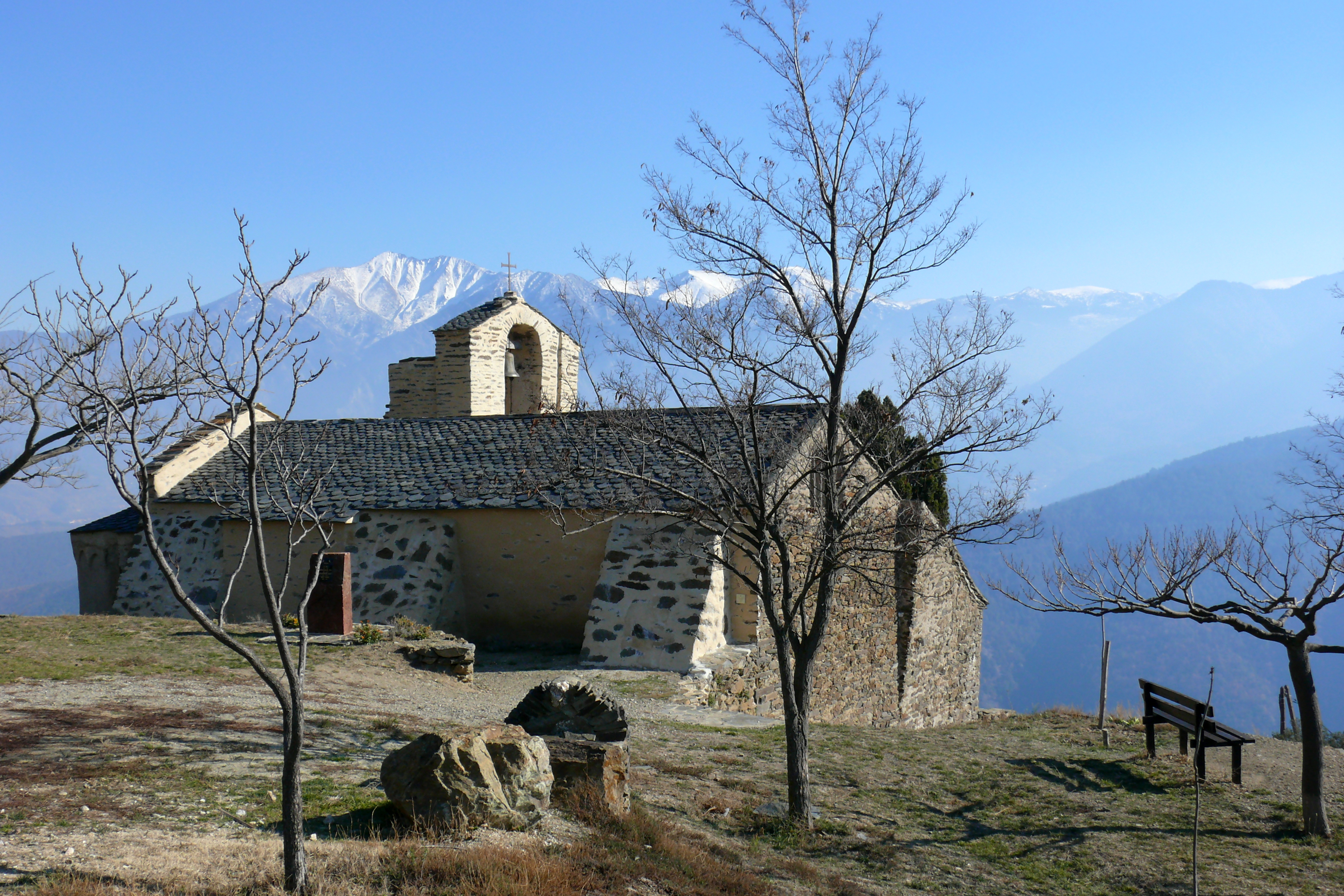
Kapel van Jujols

## Geografie
De oppervlakte van Jujols bedraagt 9,3 km², de bevolkingsdichtheid is dus 4,9 inwoners per km².

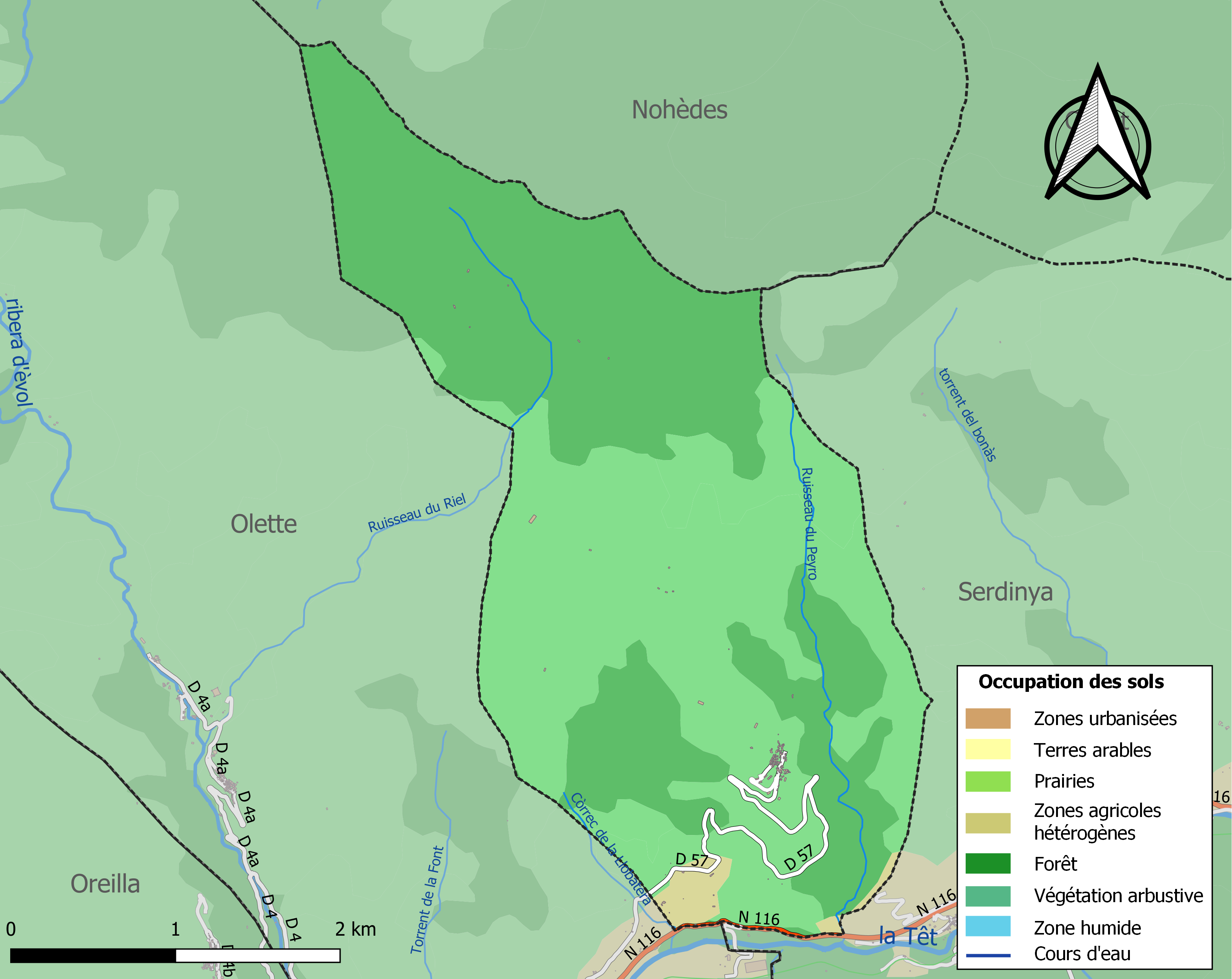
Kaart van de gemeente met de belangrijkste infrastructuur, bodemgebruik en omliggende gemeenten

## Politiek

### Lijst van burgemeesters
| Naam burgemeester    | Ambtsperiode |
| -------------------- | ------------ |
|                      |              |
| Jean-Antoine Jaulent | ?-06.1815    |
| Louis Broch          | 06.1815-?    |
|                      |              |
| Jean Jaulent         | 1955-1977    |
| Jean Battle          | 1977-1979    |
| Yvon Robert          | 1979-1987    |
| Olivier Robert       | 1987-1989    |
| Yvon Robert          | 1989-1995    |
| Josiane Isnard       | 1995 - 2001  |
| Jean-Louis Arcis     | 2001 - 2008  |
| Eric Nivet           | 2008-        |

## Demografie
Onderstaande figuur toont het verloop van het inwonertal (bron: INSEE-tellingen).